# شينكيتشي ميتسوموني
شينكيتشي ميتسوموني (光宗信吉 ميتسوموني شينكيتشي) هو ملحن ياباني ولد في 8 أكتوبر 1963 في محافظة فوكوكا.

## أعماله في السينما اليابانية
- لاف آند بوب

## أعماله في الأنمي

### مسلسلات أنمي تلفزيونية
- نرس آنجل ريريكا SOS
- أوتينا فتاة الثورة
- فريق أكيهابارا الرقمي
- يوغي
- ساحرة الثلج الصغيرة شوغر
- دراغون درايف
- روزن ميدن
- روزن ميدن ترويمند
- روزن ميدن (2013)
- المعلم الساحر نيغيما!
- سبيد غرافر
- خادم الصفر
- خادم الصفر: فارس القمرين
- خادم الصفر: رقصة الأميرات
- خادم الصفر F
- روكيت جيرل
- سكاي جيرلز
- كايتو تنشي توين إنجل
- سماء نصف القمر
- أماغي بريليانت بارك

### أوفا أنمي
- فولي كولي (بالتعاون مع the pillows)
- لاف هينا Again
- سكاي جيرلز
- روزن ميدن أوفرتوريه

### أفلام أنمي
- أوتينا فتاة الثورة
- فريق أكيهابارا الرقمي
- يوغي: هرم النور

## وصلات خارجية
- شينكيتشي ميتسوموني على موقع IMDb (الإنجليزية)
- شينكيتشي ميتسوموني على موقع ميوزك برينز (الإنجليزية)
- شينكيتشي ميتسوموني على موقع ديسكوغز (الإنجليزية)
- شينكيتشي ميتسوموني على موقع قاعدة بيانات الفيلم (الإنجليزية)
- شينكيتشي ميتسوموني على موقع كينوبويسك (الروسية)
- شينكيتشي ميتسوموني على موقع ANN person (الإنجليزية)